# Pem (journaliste)
Pour les articles homonymes, voir Pem et PEM.
Pem, nom de plume de Paul Marcus (né le 18 janvier 1901 à Beeskow et mort le 24 avril 1972 à Londres) est un journaliste et écrivain germano-britannique.

## Biographie
Paul Marcus est le fils de Wilhelm Marcus, homme d'affaires, et de son épouse Sophie Hess, femme au foyer. Tous les deux sont des juifs assimilés. Vers 1911, la famille quitte Beeskow et s'installe à Schöneberg près de Berlin, où elle habite dans le Bayerisches Viertel. Après le Realgymnasium de Schöneberg, Pem suit un apprentissage dans la banque à partir de 1919, puis travaille pendant plusieurs années comme employé de banque. En 1922, il rejette le judaïsme et se déclare athée.
Au milieu des années 1920, Paul Marcus se tourne vers le journalisme. Au début, il signe de son vrai nom puis choisit le pseudonyme de Pem. En tant que journaliste indépendant spécialisé dans le cinéma, le théâtre, le cabaret et la littérature, Pem écrit pour Der Junggeselle, Berliner Börsen-Courier, Berliner Herold, Film-Kurier et enfin à partir de 1929 pour 12 Uhr Blatt.
En 1928, le chroniqueur lance la fondation du cabaret politico-littéraire de courte durée Die Unmöglichen à Berlin, où il est lui-même sur scène. L'auteur Dinah Nelken contribue notamment à des textes.
Peu de temps après l'incendie du Reichstag, en mars 1933, Pem s'enfuit par Prague à Vienne, où il écrit en tant que journaliste pour des journaux autrichiens et pour la presse allemande en exil. En mai 1936, il fonde sa chronique d'exil Pem's Privat-Berichte (P.P.B.) à Vienne. La lettre d'information hebdomadaire fournit principalement des informations sur le développement de carrière des acteurs, artistes de cabaret, auteurs et réalisateurs qui ont fui l'Allemagne nazie, parfois dans un tirage de 200 exemplaires. Il a pour abonnés Fritz Lang, Billy Wilder, Otto Preminger, Peter Lorre, Kurt Gerron, Erika Mann, Mischa Spoliansky, Hans Habe ou Ruth Feiner. 173 numéros de P.P.B. sont publiés avant la Seconde Guerre mondiale.
En septembre 1936, Pem quitte Vienne et se rend à Londres par Genève et Paris. En 1939, son premier livre, Strangers Everywhere est une collection de portraits d'émigrants, comme les acteurs Leo Reuss, Lilli Palmer et Paul Graetz, les écrivains Ödön von Horváth et Curt Riess, le poète Max Herrmann-Neisse et le peintre Fred Uhlman. La même année, Pem travaille pendant quelques mois en tant que correspondant à Londres pour le magazine de cinéma américain The Hollywood Reporter.
Peu de temps après le déclenchement de la Seconde Guerre mondiale, Pem se porte volontaire dans l'armée britannique en 1940 afin de prendre part au corps des pionniers. Après environ deux ans, il est démis de ses fonctions pour des raisons de santé. Il continue son travail pour la presse en exil et travaille aussi pour une agence de publicité. Pems épouse Sidonie Singer, une Autrichienne qui avait fui en Grande-Bretagne, en 1939. Le couple divorce en 1945.
Après la Seconde Guerre mondiale, Pem reste à Londres, obtient la citoyenneté britannique en 1947 et épouse en 1950 Hildegard Heymansohn, née à Cologne. Grâce à ce mariage, Pem est lié par mariage à la danseuse germano-britannique Lotte Berk, née Heymansohn.
De 1945 jusqu'à sa mort, il publie les Pem's Personal Bulletins, une continuation de la chronique de l'exil interrompue six ans plus tôt, maintenant en anglais. En tant que correspondant, il collabore avec des journaux de langue allemande, notamment Weltpresse à Vienne, Aufbau à New York, AJR Information à Londres, Filmblätter à Berlin et Mannheimer Morgen. Pem visite souvent Berlin-Ouest et la République fédérale d'Allemagne, où il donne des conférences et où son livre Heimweh nach dem Kurfürstendamm est publié en 1952, une réminiscence des années folles à Berlin. En 1955, le troisième et dernier livre de Pem, Und der Himmel hängt voller Geigen, est l'histoire de l'opérette dans la première moitié du XXe siècle.
Pem meurt d'une insuffisance cardiaque à Londres le 24 avril 1972 à l'âge de 71 ans. Il n'avait pas d'enfant.